# Dati sezionali
In statistica ed econometria, i dati sezionali, anche noti come cross-sectional data, sono una tipologia di dati, di una o più variabili, raccolti da una popolazione, che permettono di osservare e studiare diversi soggetti e le caratteristiche di essi, nello stesso periodo di tempo o senza considerare le differenze temporali.

## Analisi
L’analisi dei dati sezionali solitamente consiste nell’analizzare le differenze tra i soggetti per estrapolare delle relazioni tra le diverse variabili. I modelli utilizzati per l'analisi possono essere, ad esempio, quelli di regressione lineare o regressione nonlineare.

## Esempi
Alcuni esempi di dati sezionali sono il reddito dei residenti per Stato dell'Unione europea nel 2009, oppure i risultati degli esami di maturità per regione nel 2017. I soggetti considerati possono essere persone, come in questi esempi, ma anche aziende o interi stati. Questi dati forniscono uno spaccato della popolazione considerata in un dato periodo di tempo. Si noti però che non è possibile sapere, basandosi solo sul campione sezionale, se il reddito stia aumentando o diminuendo nel tempo, o se gli studenti stiano ottenendo esiti migliori di cinque anni prima, è possibile solo fornire un'istantanea della popolazione in un dato momento nel tempo e analizzare le possibile relazioni tra le variabili.

## Differenze con altre tipologie di dati
Le altre due tipologie di dati sono le serie storiche e i dati longitudinali, anche noti come dati panel.
I dati sezionali differiscono dalle serie storiche nel fatto che queste ultime considerano lo stesso soggetto osservato in intervalli di tempo. I dati longitudinali invece combinano i dati sezionali e le serie storiche, riuscendo quindi a osservare molti soggetti e anche i loro cambiamenti nel corso del tempo.